# Barmke
Barmke is een plaats in de Duitse gemeente Helmstedt, deelstaat Nedersaksen, en telt 829 inwoners (2003). 
Barmke ligt 7 km ten noordwesten van de stad Helmstedt, niet ver van afrit 60 van de Autobahn A 2. Dichtbij deze afrit staat een distributiecentrum van Amazon. Het is verder een weinig belangrijk boeren- en forensendorp. Zie verder onder: Helmstedt.
- Virtual International Authority File: 129964121

- Dit artikel of een eerdere versie ervan is een (gedeeltelijke) vertaling van het artikel Barmke op de Duitstalige Wikipedia, dat onder de licentie Creative Commons Naamsvermelding/Gelijk delen valt. Zie de bewerkingsgeschiedenis aldaar.